# Bolintin-Deal
Bolintin-Deal es una comuna ubicada en el distrito de Giurgiu, Rumania.

## Superficie
Cuenta con una superficie de 27,00 kilómetros cuadrados.

## Demografía
Hasta 2021 la población era de 6194 habitantes, con una densidad de población de 229,4 habitantes por kilómetro cuadrado.